# Макрорамфозовые
Макрорамфозовые, или бекасовые (лат. Macroramphosidae), — семейство морских лучепёрых рыб подотряда Aulostomoidei отряда иглообразных (Syngnathiformes). Распространены в тропических и субтропических водах всех океанов.

## Описание
Тело высокое (у представителей рода морских бекасов — удлинённое), сжато с боков, с костными пластинками вдоль средней линии спины. Нет усиков на челюстях. Два спинных плавника. В первом спинном плавнике 4—8 колючек, соединённых мембранами; вторая колючка очень длинная. Второй спинной плавник с 11—19 мягкими лучами, сдвинут далеко к задней части тела. Боковая линия есть или отсутствует. Максимальная длина тела 30 см.

## Классификация
В состав рода включают 3 рода с 8 видами:
- Centriscops Gill, 1862 — Центрископсы
  - Centriscops humerosus (Richardson, 1846) — Полосатый морской бекас
- Macroramphosus Lacépède, 1803 — Морские бекасы
  - Macroramphosus gracilis (Lowe, 1839)
  - Macroramphosus scolopax (Linnaeus, 1758) — Обыкновенный морской бекас
- Notopogon Regan, 1914 — Нотопогоны, или морские бекасы-нотопогоны
  - Notopogon armatus (Sauvage, 1879)
  - Notopogon fernandezianus (Delfín, 1899) — Чилийский нотопогон
  - Notopogon lilliei Regan, 1914 — Австралийский морской бекас
  - Notopogon macrosolen Barnard, 1925
  - Notopogon xenosoma Regan, 1914